# پیتر داوسون (دوچرخه‌سوار)
پیتر داوسون (انگلیسی: Peter Dawson؛ زادهٔ ۴ فوریهٔ ۱۹۸۲) دوچرخه‌سوار اهل استرالیا است.
وی در مسابقات کشوری و بین‌المللی در مجموع برندهٔ ۵ مدال طلا، ۱ مدال نقره شده‌است.